# 小江湖街道
小江湖街道，是中华人民共和国湖南省邵陽市双清区下辖的一个乡镇级行政单位。

## 行政区划
小江湖街道下辖以下地区：
塔北社区、棕树岭社区、长岭社区、晏家垅社区、双清社区、五一社区、江湖社区和滨湖社区。